# Football Club Libourne
El Football Club Libourne es un club de fútbol de Francia, de la ciudad de Libourne. Fue fundado en 1998 y juega en la Championnat National 2.

## Uniforme
- Uniforme titular: Camiseta azul, pantalón y medias blancas.
- Uniforme alternativo: Camiseta verde, pantalón y medias blancas.